# Teatro Municipal de Tallin
El Teatro de la Ciudad de Tallin es un teatro en Tallin, fundado el 13 de agosto de 1965 por graduados del segundo curso del Departamento de Artes Teatrales del Conservatorio Estatal de Tallin bajo la dirección del instructor y director del curso Voldemar Panso. Originalmente el teatro se llamaba Teatro Estatal Juvenil de la República Socialista Soviética de Estonia. El teatro se llama Teatro de la Ciudad de Tallin desde 1994.

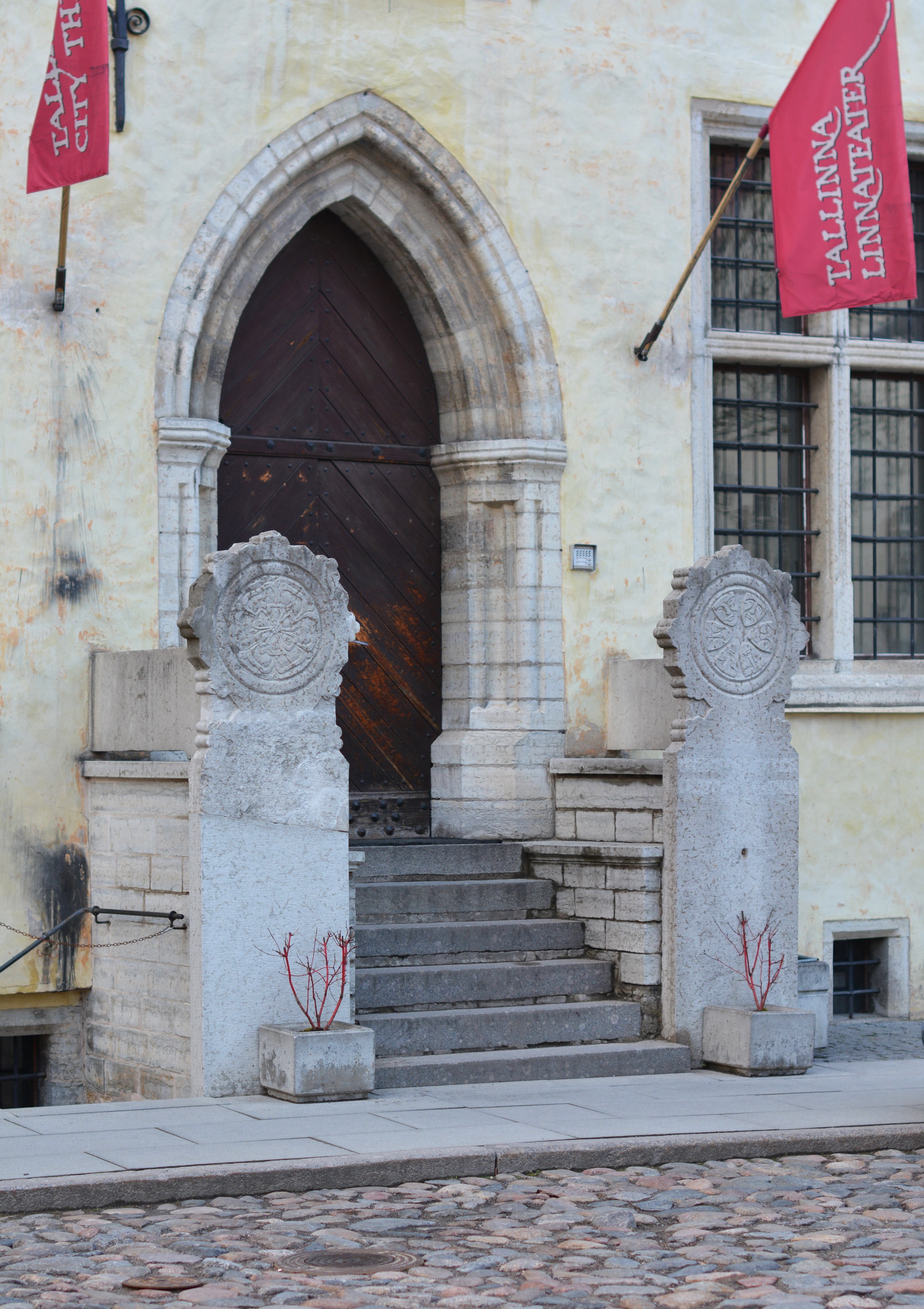
Entrada principal al Teatro de la Ciudad

## Reconocimiento
- Premio Anual de Artes Escénicas de 1995 del Fondo Cultural de Estonia (premio anual de teatro para un repertorio de alta calidad artística y una presentación exitosa en el escenario)